# San José (Caldas)
San José est une municipalité située dans le département de Caldas, en Colombie.